# Piedra Alta

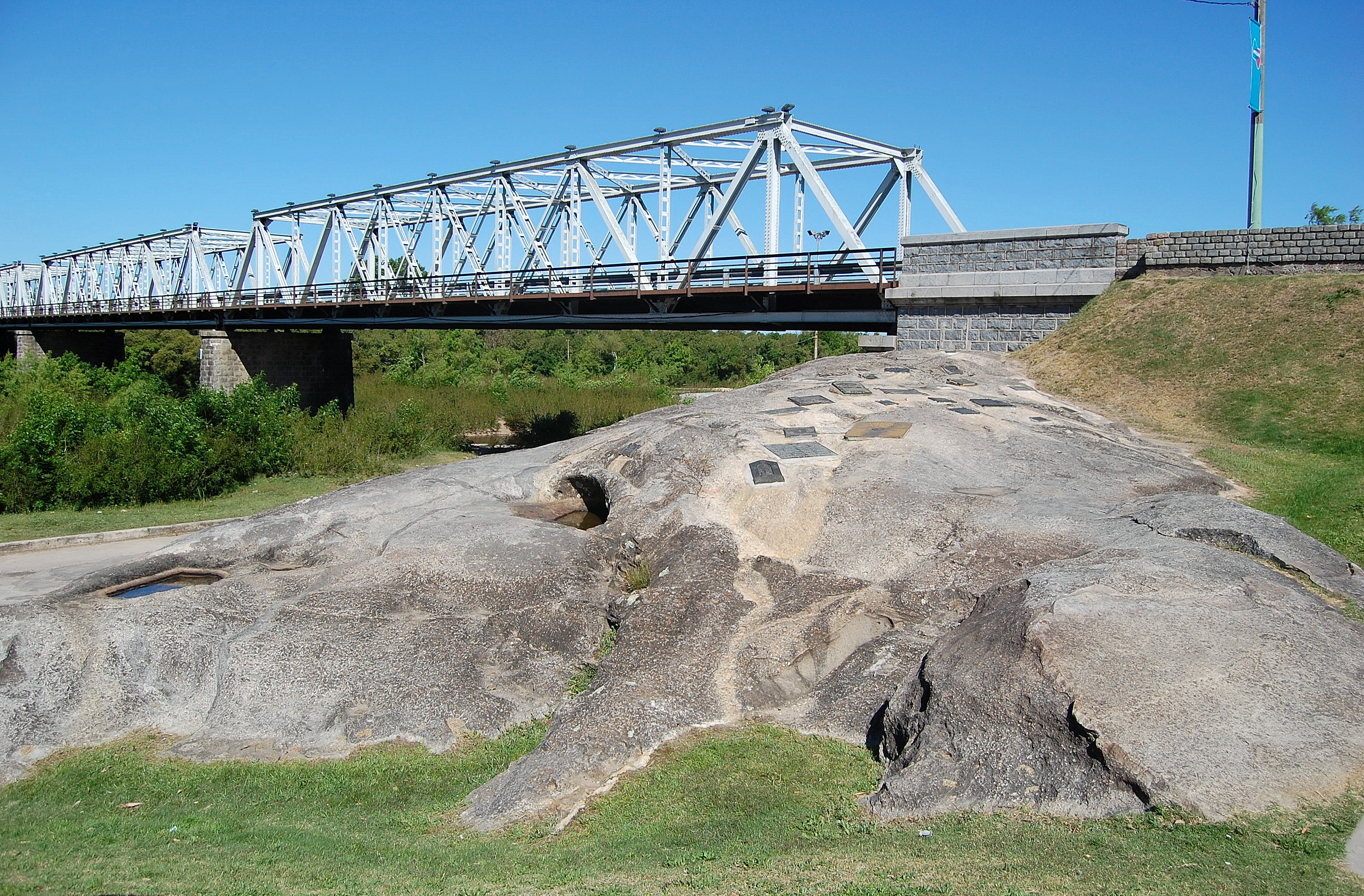
Piedra Alta en 2008.

La Piedra Alta es una formación rocosa en las afueras de la ciudad de Florida en Uruguay, a orillas del río Santa Lucía Chico. 
En este lugar, el Congreso de la Florida promulgó las tres leyes fundamentales del 25 de agosto de 1825, que declaraban la independencia de la Provincia Oriental del Imperio de Brasil (Ley de Independencia), la unión a las Provincias Unidas del Río de la Plata (Ley de Unión) y el diseño del nuevo pabellón de la provincia (Ley de Pabellón).
Por esta razón fue declarada «Altar de la Patria» en el año 1900, así como monumento histórico nacional. A través de los años, han sido colocadas sobre la roca diversas placas de bronce en homenaje a los hechos históricos que representa. 
En su entorno se construyó el parque Prado de la Piedra Alta, que incluye especies exóticas y nativas. A comienzos del siglo XX el intendente de Florida deseaba crear un parque de especies exóticas a orillas del río Santa Lucía Chico. Así es que contrató a Carlos Racine, arquitecto paisajista francés, quien diseñó el parque con un criterio de respeto a la riqueza y variedad de la flora autóctona.
El parque se inauguró en 1910 y fue remodelado por última vez en 1981.
En la Piedra Alta también se asientan los cabezales de un puente que atraviesa el río y es uno de los accesos a Florida. Su construcción dio lugar a debates acerca de si esto no desmerecía el valor histórico del monumento mientras que otros afirmaban que la honraba sirviendo al progreso.[cita requerida]